# Wikipedia în neerlandeză
Wikipedia în neerlandeză (în neerlandeză Nederlandstalige Wikipedia) este versiunea în limba neerlandeză (sau olandeză) a Wikipediei, și se află în prezent pe locul 3 în topul Wikipediilor, după numărul de articole (începând cu iulie 2014).  Are peste 1 700 000 de articole, fiind una dintre cele 12 wikipedii care au peste 1 milion de articole.

## Dezvoltare

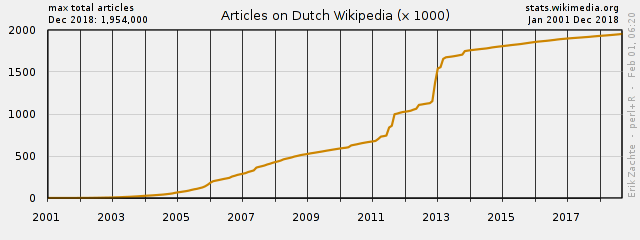
Grafic reprezentând creşterea articolelor de la Wikipedia în neerlandeză între iunie 2001 şi octombrie 2012

Majoritatea articolelor de la Wikipedia în neerlandeză (59%) au fost create cu ajutorul boților . În octombrie 2011, câțiva boți au creat 80 000 de articole (atunci echivalentul a 10% din toată ediția) în doar 11 zile.

### Creșterea articolelor
| Date       | Număr de articole | Articole noi per zi (med.) |
| ---------- | ----------------- | -------------------------- |
| 06/19/2001 | 1                 | 1                          |
| 08/03/2003 | 10 000            | 13                         |
| 02/07/2004 | 20 000            | 53                         |
| 01/27/2005 | 50 000            | 125                        |
| 10/14/2005 | 100 000           | 270                        |
| 05/24/2006 | 200 000           | 625                        |
| 12/26/2006 | 250 000           | 250                        |
| 05/28/2007 | 300 000           | 250                        |
| 01/17/2008 | 400 000           | 435                        |
| 11/30/2008 | 500 000           | 344                        |
| 04/30/2010 | 600 000           | 167                        |
| 06/19/2011 | 700 000           | 625                        |
| 09/18/2011 | 750 000           | 175                        |
| 10/22/2011 | 800 000           | 10 000                     |
| 12/07/2011 | 900 000           | 10 000                     |
| 12/17/2011 | 1 000 000         | 10 000                     |
| 09/14/2012 | 1,100 000         | 3,333                      |
| 03/09/2013 | 1,200 000         | 10 000                     |
| 03/18/2013 | 1,250 000         | 3,333                      |
| 03/22/2013 | 1,300 000         | 10 000                     |
| 04/01/2013 | 1,400 000         | 10 000                     |
| 04/12/2013 | 1,500 000         | 10 000                     |
| 06/14/2013 | 1,600 000         | 10 000                     |
| 10/14/2013 | 1,700 000         | 127                        |